# WTA New Jersey 1985
Il WTA New Jersey 1985 è stato un torneo di tennis giocato sul cemento. È stata l'8ª edizione del torneo, che fa parte del Virginia Slims World Championship Series 1985. Si è giocato a Mahwah negli USA dal 12 al 18 agosto 1985.

## Campionesse

### Singolare
Kathy Rinaldi ha battuto in finale  Steffi Graf con il punteggio di 6–4, 3–6, 6–4

### Doppio
Kathy Jordan /  Elizabeth Smylie hanno battuto in finale  Claudia Kohde Kilsch /  Helena Suková con il punteggio di 7–6, 6–3